# مارتن سفوبودا
مارتن سفوبودا (بالتشيكية: Martin Svoboda)‏ (2 يناير 1975 ببراغ في التشيك - ) هو لاعب كرة قدم تشيكي في مركز حراسة المرمى. لعب مع سلافيا براغ ونادي هراتس كرالوفه وFC Vysočina Jihlava ‏ وSC Xaverov ‏ وFK Dukla Prague ‏ وFK Litvínov ‏ وFK Chmel Blšany ‏ وFK Baník Most 1909 ‏.

## وصلات خارجية
- مارتن سفوبودا على موقع قاعدة بيانات كرة القدم.إي يو (الإنجليزية)